# Okwui Enwezor
Okwui Enwezor (23 de outubro de 1963 – 15 de março de 2019)  foi um curador, crítico de arte, escritor, poeta e educador nigeriano, especialista em história da arte e pós-colonialidade. 
Enwezor foi curador-chefe de diversas exposições importantes, como a Documenta 11 (2002) e a Bienal de Veneza de 2015, tornando-se o primeiro curador não-europeu e nascido na África a chefiar ambas. Foi diretor da Haus der Kunst (Casa das Artes) de Munique entre 2011 a 2018. Enwezor também foi fundador e editor da revista NKa: Revista de Arte Africana Contemporânea (Nka: Journal of Contemporary African Art) e ocupou diversos cargos acadêmicos ao longo de sua carreira. Em 2014, ele ocupou o 24º lugar na lista das 100 pessoas mais poderosas do mundo da arte  da ArtReview.  Ele viveu na cidade de Nova York  e em Munique. Enwezor morreu em 2019 após uma longa batalha contra o câncer.
1. ↑  Russeth, Andrew (15 March 2019). «Okwui Enwezor, Pivotal Curator of Contemporary Art, Is Dead at 55». ARTnews (em inglês). Consultado em 15 March 2019 Verifique data em: |acessodata=, |data= (ajuda)
2. ↑  «2014 POWER 100». Art Review. Consultado em 23 January 2015. Arquivado do original em 29 June 2015 Verifique data em: |acessodata=, |arquivodata= (ajuda)